# Silvanus muticus
Silvanus muticus är en skalbaggsart som beskrevs av Sharp 1899. Silvanus muticus ingår i släktet Silvanus och familjen smalplattbaggar. Inga underarter finns listade i Catalogue of Life.